# Калдейрада
Калдейрада (порт. Caldeirada) — блюдо национальной португальской и галисийской кухни. По своей сути калдейрада — это рыбное рагу с картофелем, луком и другими ингредиентами. Рецепты варьируются от района к району.

## Состав
Для приготовления этого блюда используется та рыба, которую удалось поймать, но лучше всего, когда используются пополам жирные и нежирные виды рыбы (например, скумбрия, тунец или меч-рыба с треской, хеком, камбалой или пикшей). Также для приготовления калдейрады часто используются креветки, осьминоги, кальмары и мидии. Существуют рецепты, где для приготовления калдейрады рекомендуется использовать угря, акулу-ангела, морского окуня или морского леща, сардины, креветки и моллюски. В Бразилии калдейраду готовят, как правило, из речной рыбы с добавлением кориандра, чеснока и сока лайма.
Процесс приготовления длится около двадцати минут. В блюдо добавляется лавровый лист, чёрный перец и небольшое количество уксуса. Калдейраду всегда подают горячим, в Португалии к блюду обычно добавляют тосты.